# Bob Houghton
Robert Douglas Houghton, dit Bob Houghton, est un footballeur puis entraîneur anglais, né le 30 octobre 1947.
Après une courte période comme joueur au poste de milieu de terrain de la fin des années 1960 au milieu des années 1970, il devient ensuite entraîneur et dirige notamment les clubs suédois de Malmö FF et d'Örgryte IS, de Bristol City en Angleterre, et de nombreux clubs en Chine. Il occupe également le poste de sélectionneur d'équipe nationale en Chine, Ouzbékistan et en Inde.

## Palmarès
- Champion de Suède en 1974, 1975 et 1977 avec Malmö FF.
- Vainqueur de la Coupe de Suède en 1974, 1975, 1978, 1980 avec Malmö FF.
- Vainqueur de l'AFC Challenge Cup 2008 avec l'Inde.
- Vainqueur de la Nehru Cup en 2007 et 2009 avec l'Inde.